# إيلين إغان
إيلين إغان (بالإنجليزية: Eileen Egan)‏ هي صحفية أمريكية، ولدت في 1912، وتوفيت في 2000.